# Condado de Marshall (Virginia Occidental)
El condado de Marshall es un condado del estado de Virginia Occidental, Estados Unidos. Tiene una población estimada, a mediados de 2024, de 29 354 habitantes.

## Geografía
Según la Oficina del Censo, el condado tiene una superficie total de 818 km², de los cuales 791 km² corresponden a tierra firme y 17 km² están cubiertos de agua.

### Condados adyacentes
- Condado de Ohio - norte
- Condado de Washington (Pensilvania) - noreste
- Condado de Greene (Pensilvania) - este
- Condado de Wetzel - sur
- Condado de Monroe (Ohio) - suroeste
- Condado de Belmont (Ohio)  - noroeste

## Demografía
Según la estimación 2019-2023 de la Oficina del Censo, los ingresos medios de los hogares del condado son de $60,329 y los ingresos medios de las familias son de $72,016.  Los ingresos per cápita en los últimos doce meses, medidos en dólares de 2023, son de $34,639.  Alrededor del 15.0% de la población está por debajo de la línea de pobreza nacional.

## Ciudades
- Benwood
- Cameron
- Glen Dale
- McMechen
- Moundsville
- Wheeling (en su mayor parte en el condado de Ohio)